# Леело
Леело ( енглески: Seto Leelo) је традиционалнао вишегласно певање балто-финског народа Сета који живе на крејњем  југоистоку Естоније (Варска општина у Пилвама округу), познат као Setomaa ( естонском из sota maata, односно "земља у рата"  ), и на другој страни границе, на западу  руске општине Pečorske у Псковској области. Данас је Леело темељ савременог идентитета Сета, а 2009. године уписан је на УНЕСКО-ву листу нематеријалне светске баштине у Европи .
Сети су у својим обичајима сачували многе прехришћанске елементе који се сматрају изворним балтичким, попут шаманизма (Tietäjä) певања о руна - песама (руне) у Калевала скали (Runonlaulaja) или Леело хорског певања. Ове потоње, традиционалне мелодије, изводе певачи у народним ношњама тако што водећи певач (Leelossa) пева стих коме се читав хор придружује у последњем слогу, тзв. певање torro, који затим понавља цео стих, тзв. певање killõ  . Иако се песме уче од бивших познатих певача, умеће компоновања и импровизације одлика је изврсности главног вокала (Seto lauluimä). Забележено је да су најбољи главни вокали знали да памте до 20.000 различитих стихова  .
Већина хорова састављено је искључиво од жена, па се за "Дан краљева" (Kuniigrii) сваког 1. августа бира најбоља певачица која је крунисана за "Мајку песме" . Леело је некада пратио сваку активност сеоске заједнице Сета, али данас је сачуван само на сценама као централна, живахна и високо цењена традиција културе Сето.
Данас су хорови Леело веома популарни међу туристима, али су и понос заједнице Сета, која их сматра отелотворењем свог идентитета.